# WWE na Arábia Saudita
WWE, uma promoção americana professional wrestling com sede em Stamford, Connecticut, Estados Unidos, promove eventos na Arábia Saudita desde 2014. Depois de realizar inicialmente  house shows, em 2018 a WWE anunciou uma parceria estratégica de 10 anos com o Ministério do Esporte, que incluiria a hospedagem de pay-per-view (PPV ) eventos na Arábia Saudita. A WWE anunciou em 4 de novembro de 2019 que havia "expandido" sua parceria com a Autoridade Geral de Entretenimento até 2027, sob a qual realizaria dois "eventos de grande escala" no país por ano. Esses eventos foram realizados em locais na capital de Riyadh ou Jeddah.
O primeiro evento no acordo foi Greatest Royal Rumble—um spin-off do anual Royal Rumble PPV da WWE—em 27 de abril de 2018. Em novembro de naquele ano, a WWE realizou um segundo PPV na Arábia Saudita, Crown Jewel. A partir de 2019, a WWE começou a realizar regularmente dois PPVs na Arábia Saudita por ano, com um evento Super ShowDown no primeiro semestre do ano e Crown Jewel no final de outubro. ou início de novembro. Devido à pandemia de COVID-19 e à suspensão da turnê pela WWE, a Crown Jewel não foi realizada em 2020, nem o Super ShowDown foi realizado em 2021. A Crown Jewel retornaria em 2021, e Super ShowDown foi substituído em 2022 por Elimination Chamber - marcando a primeira vez que a WWE hospedou um de seus eventos PPV previamente estabelecidos na Arábia Saudita.
A parceria enfrentou críticas sobre os pobre histórico de direitos humanos da Arábia Saudita (incluindo a supressão de das mulheres e Direitos LGBT), o uso do esporte pelo país para desviar a atenção do público, bem como o assassinato em 2018 do jornalista saudita Jamal Khashoggi. Alguns artistas da WWE se recusaram a participar dos shows sauditas devido a objeções às políticas do governo. Devido às restrições acima mencionadas aos direitos das mulheres, os membros da divisão feminina da WWE não se apresentaram nos shows sauditas até Crown Jewel in 2019, onde Natalya e Lacey Evans participaram da primeira luta feminina da WWE no país.
O Wrestling Observer Newsletter deu ao relacionamento entre a WWE e a Arábia Saudita seu prêmio anual "Tática promocional mais repugnante" em 2018 e 2019 , a primeira vez na história foi dado duas vezes para a mesma manobra. Os shows sauditas da WWE também levaram os prêmios "Worst Major Wrestling Show" da publicação por três anos consecutivos, incluindo 2018's Crown Jewel e o 2019 e o 2020 Super ShowDown respectivamente.

## História
Em dezembro de 2013, foi anunciado que a WWE começaria a realizar shows na Arábia Saudita. Em abril de 2014, a WWE realizou seus primeiros shows caseiros em Riyadh. Esses shows foram três shows separados no Green Halls Stadium. Em outubro de 2015, a WWE fez três house shows de Jeddah, no King Abdullah Sports City Sports Hall. Em novembro de 2016, a WWE voltou novamente ao Green Halls Stadium em Riad, para dois eventos ao vivo adicionais. Os eventos de 2016 foram exclusivos para marca SmackDown. Em 2017, a WWE lançou um novo programa de televisão em língua árabe, WWE Wal3ooha, para atingir a região MENA (que inclui a Arábia Saudita).
Em 5 de março de 2018, a WWE e a Saudi General Sports Authority anunciaram o Greatest Royal Rumble, um evento ao vivo a ser realizado em 27 de abril de 2018, em King Abdullah International Stadium, parte do King Abdullah Sports City, em Jeddah, Arábia Saudita. O evento foi o primeiro em uma parceria multiplataforma estratégica de 10 anos entre a WWE e a Saudi General Sports Authority em apoio ao Saudi Vision 2030, o programa de reforma social e econômica da Arábia Saudita.
A WWE anunciou em 4 de novembro de 2019 que havia "expandido" sua parceria com a Autoridade Geral de Entretenimento até 2027, sob a qual realizaria dois "eventos de grande escala" no país por ano.

## Controvérsias

### Direitos das mulheres
A WWE foi criticada por realizar os eventos sem lutadoras, que não puderam se apresentar na Arábia Saudita entre 2014 e 2019 devido aos direitos limitados que as mulheres têm na Arábia Saudita. Triple H, vice-presidente executivo de talentos, eventos ao vivo e criativos da WWE, respondeu às críticas: "Eu entendo que as pessoas estão questionando isso, mas você tem que entender que cada cultura é diferente e só porque você não concordo com um certo aspecto disso, isso não significa que não é uma cultura relevante ... Você não pode ditar a um país ou uma religião sobre como eles lidam com as coisas, mas, tendo dito isso, a WWE está na vanguarda de um evolução feminina no mundo e o que não dá é mudar em qualquer lugar ficando longe dela....Enquanto as mulheres não estão competindo no evento, temos discutido sobre isso e esperamos que, nos próximos anos, elas vai ser".
Consistente com a mudança na lei para eventos esportivos em 2017, as mulheres estão presentes nos eventos, embora apenas se acompanhadas por um tutor do sexo masculino. Esta foi uma grande mudança em relação aos eventos anteriores, que eram abertos apenas para homens. Associated Press observou que isso se deve a "uma série de mudanças sociais" do príncipe herdeiro Mohammad bin Salman.
Durante o Greatest Royal Rumble, a WWE exibiu um vídeo promocional, que incluía lutadoras femininas em seus ring gears. A Autoridade Geral de Esportes da Arábia Saudita emitiu um pedido de desculpas pelo "material indecente" que foi ao ar no evento.
Durante o segundo show, Crown Jewel (2018), Renee Young fez comentários no show. Ela fez o mesmo em 2019 Super ShowDown.
Poucas horas antes do Super ShowDown em 7 de junho de 2019, surgiram relatos de que a WWE estava tentando adicionar uma luta feminina ao card, que teria visto Alexa Bliss enfrentando Natalya. As duas mulheres se juntaram ao pessoal da WWE para a viagem, mas a partida foi rejeitada pelo governo da Arábia Saudita.
Em 30 de outubro de 2019, a WWE anunciou que uma luta entre Natalya e Lacey Evans havia sido aprovada para o evento Crown Jewel de 2019, tornando-se a primeira luta feminina na Arábia Saudita. Arábia. No evento, Evans usava um macacão completo em vez de seu traje normal de ringue (o traje normal de Natalya é um macacão completo) e ambas usavam camisetas promovendo suas camisas da WWE à venda, devido à política de vestimenta conservadora do país. A WWE celebrou amplamente a partida como inovadora, que mais tarde foi indicada para um Prêmio de fim de ano da WWE para  Momento do ano, com a WWE  CBO Stephanie McMahon afirmando em uma entrevista: "Você pode ficar à margem e há muitas empresas e marcas que decidem fazer isso ou você pode fazer parte da esperança de promulgar mudanças. Você pode ser um parte do progresso. Nada que valha a pena é fácil. Leva tempo. É preciso perseverança. Agora, aqui estamos nós com a primeira partida feminina na Arábia Saudita. É incrível."
No entanto, as reações de outros meios de comunicação foram mistas. Enquanto alguns foram positivos, como Heavy.com, que afirmou que a partida foi "colocada para quebrar barreiras e promover a 'Evolução das Mulheres' da WWE para as orgulhosas senhoras presentes e assistindo em todo o mundo. E para isso, tenho que dar o máximo de apoio ", ou Canoe.com, que afirmou que "A partida histórica foi sobre e significou muito mais [do que seu resultado]." Newsweek called the match part of "Crown Prince Mohammed bin Salman's [intent on] luring major sports event [...] to position the ultra-conservative Islamic country as more liberal and diversify its economy away from depending on the oil industry as part of its Saudi Vision 2030 plan", with Saudi Arabian Amnesty International researcher Dana Ahmed calling the match "a prime example how the Saudi Arabian authorities are using elite sports to try to 'sportswash' their dire human rights record and image internationally". CBS Sports criticou o comentário de Michael Cole, apontando que ele estava "tentando superar a progressividade da Arábia Saudita" durante a luta.
No Super ShowDown em 2020, Bayley defendeu seu SmackDown Women's Championship contra [[Naomi (wrestler)|Naomi] ], tornando-se a primeira vez que um campeonato feminino foi defendido na Arábia Saudita.

### Assassinato de Jamal Khashoggi
Um mês antes da edição de 2018 da Joia da Coroa, a Arábia Saudita recebeu uma imprensa negativa substancial devido ao assassinato de Jamal Khashoggi nas mãos de agentes sauditas. Isso levou a WWE a enfrentar pedidos para cancelar o evento, com políticos proeminentes dos EUA Democrata e Republicano criticando os esforços da empresa na Arábia Saudita. Questões foram levantadas se por causa da posição da Administradora da Administração de Pequenas Empresas Linda McMahon, que é a esposa do presidente da WWE Vince McMahon e uma ex-executiva da WWE, os esforços da WWE na Arábia Saudita ainda pode ser visto como uma empresa comercial estritamente privada. Devido a isso, o senador democrata Bob Menendez instou o governo dos Estados Unidos a pressionar a WWE a cancelar o evento, enquanto o republicano Lindsey Graham, entre outros, pediu que a WWE reconsiderasse seu negócio com o reino saudita. A WWE continuou a promover o show, mas apagou todas as referências à Arábia Saudita como local do evento.
Em 19 de outubro, dia em que os ingressos seriam colocados à venda, o governo saudita confirmou a morte de Khashoggi no consulado e o WWE.com removeu as informações dos ingressos da página do evento. Em 25 de outubro, a WWE confirmou que o evento continuaria conforme planejado, citando obrigações contratuais com a General Sports Authority. Falando com Sky Sports sobre avançar com o evento apesar do assassinato, Stephanie McMahon falou sobre "uma decisão incrivelmente difícil, dado aquele ato hediondo", mas disse que no final foi estritamente uma decisão de negócios.

### Lutadores se recusando a trabalhar
Sami Zayn não participou do Greatest Royal Rumble, já que Zayn é descendente de sírio, e a Arábia Saudita tem relações tensas com a Síria. Noam Dar, lutador Israeli, do 205 Live nunca participou de nenhum dos eventos sauditas devido ao boicote da Liga Árabe a Israel e o conflito árabe-israelense.
Durante Crown Jewel (2018), Daniel Bryan estava escalado para enfrentar AJ Styles para o WWE Championship, mas ele se recusou a trabalhar no show devido ao assassinato de Khashoggi. Como resultado, sua luta pelo título foi adiada para o episódio de 30 de outubro do SmackDown, e ele foi substituído por Samoa Joe. John Cena, que estava escalado para participar da WWE World Cup no evento chamou de "uma honra e um privilégio" competir na Arábia Saudita durante o Greatest Royal Rumble, foi substituído por  Bobby Lashley, já que ele supostamente se recusou a trabalhar no show após o assassinato de Khashoggi. Em fevereiro de 2019, Fightful relatou que antes de seu diagnóstico de leucemia, Roman Reigns havia informado Vince McMahon que ele também não participaria do Crown Jewel PPV devido a a polêmica em torno do evento.
Em 2019 para o Super ShowDown, Kevin Owens e Aleister Black disseram à WWE que não viajariam para a Arábia Saudita, além de Zayn e Bryan mais uma vez não competirem no programa. A recusa de Kevin Owen em trabalhar no show supostamente vem de sua amizade com Sami Zayn. Como resultado de sua ausência, ele foi substituído na luta pelo campeonato da WWE por Dolph Ziggler.
Apesar de Dar não participar dos shows da Arábia Saudita devido ao conflito árabe-israelense, Bill Goldberg e Paul Heyman trabalharam em vários shows da Arábia Saudita sem incidentes, apesar de ambos serem  judeu e em O caso de Heyman de sua própria mãe ter sido Holocausto sobrevivente. Goldberg iria defender a WWE nos shows após sua vitória sobre Bobby Lashley no 2021 Crown Jewel, dizendo que sente que o país está indo na direção certa em " Ocidentalizando" o país e a região do Oriente Médio como um todo, citando o progresso apenas nos shows da WWE sozinhos no Reino. Goldberg, no entanto, admitiu mais tarde no podcast de Pat McAfee que inicialmente estava com medo de ir para a Arábia Saudita devido à sua forte herança judaica, mas se sentiu mais confortável depois de receber uma resposta positiva dos fãs sauditas e entendeu o imagem maior dos shows. Como a Arábia Saudita tem leis rígidas contra ateísmo que é punível com morte, Montel Vontavious Porter (Hassan Assad) , que é um ex-muçulmano convertido durante sua prisão, evitou viajar para o país para Crown Jewel em 2022.

### Problemas de viagem
Depois da Crown Jewel em 2019, um voo fretado de volta aos Estados Unidos transportando cerca de 200 funcionários da WWE (incluindo artistas e outros funcionários) foi atrasado no Aeroporto Internacional King Fahd por várias horas. A WWE e a companhia aérea Atlas Air declararam oficialmente que o voo foi aterrado por problemas mecânicos, mas relatórios do ex-comentarista de língua espanhola da WWE Hugo Savinovich e do jornalista de luta livre Dave Meltzer sugeriram que as disputas com o governo saudita sobre pagamentos perdidos à WWE para os shows anteriores foram um fator nos atrasos (incluindo a presença da polícia militar saudita). 20 funcionários da WWE, incluindo o CEO Vince McMahon e 12 lutadores, reservaram seus próprios voos de volta aos Estados Unidos, enquanto o SmackDown da noite seguinte em Buffalo foi reformulado para apresentar principalmente talentos da divisão feminina e NXT (que não participou do evento).

### Processo
Em 6 de março de 2020, um fundo de aposentadoria para bombeiros entrou com uma ação contra a WWE no Tribunal Distrital dos Estados Unidos para o Distrito Sul de Nova York, decorrente de preocupações relacionadas à posse de ações da WWE pelo fundo. De acordo com Forbes, é "uma tentativa de ação coletiva alegando que a WWE fraudou investidores ao lidar com seus negócios com a família real saudita, que também controla OSN, a rede que vai ao ar Programação da WWE na Arábia Saudita." O processo alega que o governo da Arábia Saudita não pagou à WWE milhões de dólares devidos pelo acordo com a empresa, que a WWE não divulgou os referidos problemas de pagamento e que a OSN rescindiu ilegalmente um acordo de transmissão com a WWE.

## Eventos ao vivo

### House shows
|  | Evento da marca SmackDown |

| # | Data              | Cidade               | Local                                 |
| - | ----------------- | -------------------- | ------------------------------------- |
| 1 | 17-19 Abril 2014  | Riyadh, Saudi Arabia | Green Halls Stadium                   |
| 2 | 8-10 Outubro 2015 | Jeddah, Saudi Arabia | King Abdullah Sports City Sports Hall |
| 3 | 3-4 Novembro 2016 | Riyadh, Saudi Arabia | Green Halls Stadium                   |

### Pay-per-view e eventos de transmissão ao vivo
| 1                                                      | Greatest Royal Rumble      | 27 Abril 2018     | Jeddah, Mecca Province, Saudi Arabia  | King Abdullah International Stadium | 50-man Greatest Royal Rumble match for the Greatest Royal Rumble Trophy and Championship                                                                          | [ 30 ] [ 31 ] |
| 2                                                      | Crown Jewel (2018)         | 2 Novembro 2018   | Riyadh, Riyadh Province, Saudi Arabia | King Saud University Stadium        | D-Generation X (Shawn Michaels and Triple H) vs. The Brothers of Destruction (Kane and The Undertaker)                                                            | [ 32 ]        |
| 3                                                      | Super ShowDown (2019)      | 7 Junho 2019      | Jeddah, Mecca Province, Saudi Arabia  | King Abdullah International Stadium | The Undertaker vs. Goldberg | [ 33 ]        |
| 4                                                      | Crown Jewel (2019)         | 31 Outubro 2019   | Riyadh, Riyadh Province, Saudi Arabia | King Fahd International Stadium     | Seth Rollins (c) vs. "The Fiend" Bray Wyatt in a Falls Count Anywhere match for the WWE Universal Championship which could not be stopped for any reason          | [ 34 ]        |
| 5                                                      | Super ShowDown (2020)      | 27 Fevereiro 2020 | Riyadh, Riyadh Province, Saudi Arabia | Mohammed Abdu Arena                 | "The Fiend" Bray Wyatt (c) vs. Goldberg for the WWE Universal Championship                                                                                        | [ 35 ] [ 36 ] |
| 6                                                      | Crown Jewel (2021)         | 21 Outubro 2021   | Riyadh, Riyadh Province, Saudi Arabia | Mohammed Abdu Arena                 | Roman Reigns (c) vs. Brock Lesnar for the WWE Universal Championship                                                                                              | [ 37 ] [ 38 ] |
| 7                                                      | Elimination Chamber (2022) | 19 Fevereiro 2022 | Jeddah, Mecca Province, Saudi Arabia  | Jeddah Super Dome                   | Bobby Lashley (c) vs. Brock Lesnar vs. AJ Styles vs. Austin Theory vs. Riddle vs. Seth "Freakin" Rollins in an Elimination Chamber match for the WWE Championship | [ 39 ]        |
| 8                                                      | Crown Jewel (2022)         | 5 Novembro 2022   | Riyadh, Riyadh Province, Saudi Arabia | Mrsool Park                         | Roman Reigns (c) vs. Logan Paul for the Undisputed WWE Universal Championship                                                                                     | [ 40 ]        |
| 9                                                      | Night of Champions (2023)  | 27 Maio 2023      | Jeddah, Mecca Province, Saudi Arabia  | Jeddah Super Dome                   | Kevin Owens and Sami Zayn (c) vs. The Bloodline (Roman Reigns and Solo Sikoa) for the Undisputed WWE Tag Team Championship                                        | [ 41 ]        |
| 10                                                     | Crown Jewel (2023)         | 4 Novembro 2023   | Riade, Riade (região), Arábia Saudita | Mohammed Abdu Arena                 | TBA | [ 42 ]        |
| (c) – refers to the champion(s) heading into the match |                            |                   |                                       |                                     | |               |